# Ausschreitungen in Gujarat 2002

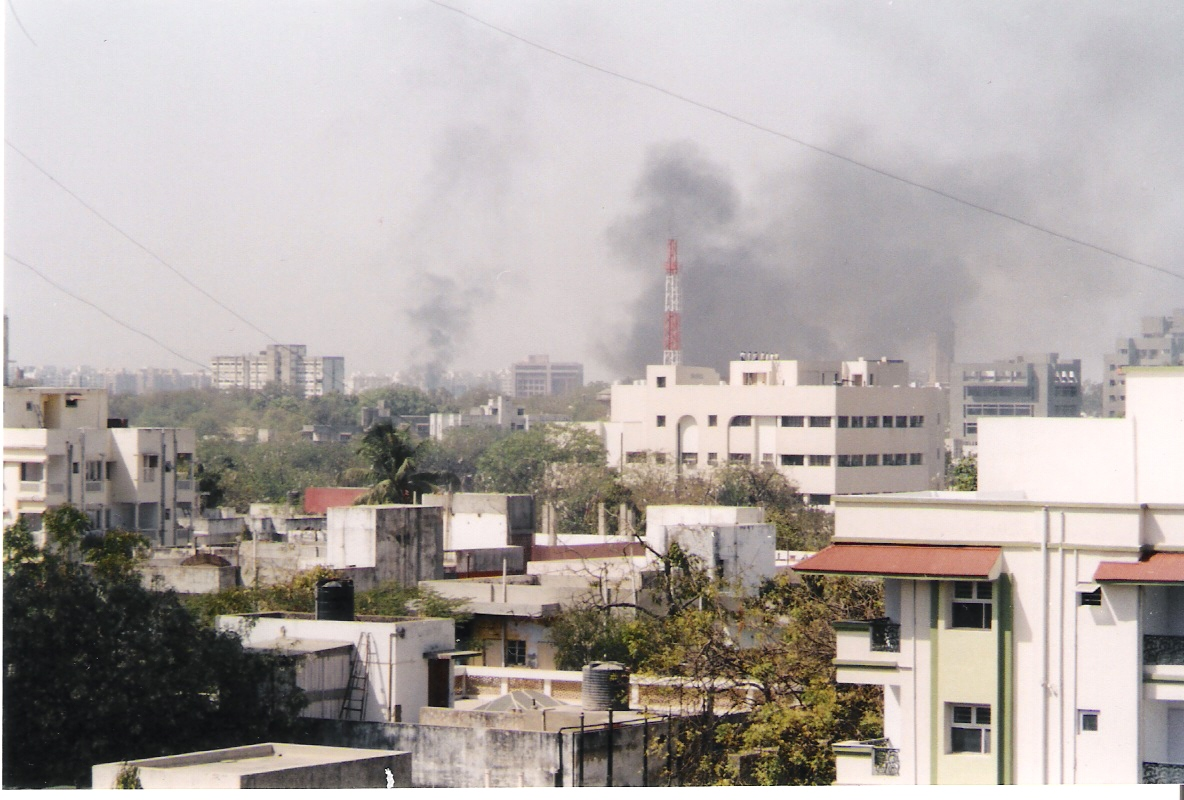
Ahmedabad während der Unruhen

Die Ausschreitungen in Gujarat im Jahr 2002, die auch als Gujarat-Pogrom bekannt sind, waren eine Phase interreligiöser Gewalt zwischen Hindus und Muslimen im indischen Bundesstaat Gujarat. Als Auslöser gilt der Zugbrand von Godhra am 27. Februar 2002, bei dem 59 aus Ayodhya zurückkehrende Hindu-Pilger ums Leben kamen. Die ursprüngliche Phase der Ausschreitungen dauerte drei Tage, in den darauffolgenden Tagen und Monaten kam es immer wieder zu neuen Ausschreitungen in verschiedenen Städten in Gujarat. Nach offiziellen Angaben endeten die Unruhen mit 1.044 Toten, 223 Vermissten und 2.500 Verletzten. Von den Toten waren 790 Muslime und 254 Hindus. Der Concerned Citizens Tribunal Report schätzt, dass bis zu 1.926 Menschen getötet wurden. Andere Quellen gehen von mehr als 2.000 Toten aus.
Es wurde von zahlreichen brutalen Morden und Vergewaltigungen sowie von weit verbreiteten Plünderungen und der Zerstörung von Eigentum berichtet. Narendra Modi, der damalige Chief Minister von Gujarat und spätere indische Premierminister, wurde beschuldigt, die Gewalt angezettelt und gebilligt zu haben, ebenso wie Polizei- und Regierungsbeamte, die die Randalierer angeleitet und ihnen Listen mit muslimischem Eigentum übergeben haben sollen. Dies führte zu schweren Anschuldigungen gegenüber der Regierung und Anschuldigungen, dass es sich bei den Ausschreitungen um ein gezieltes Pogrom gegenüber der muslimischen Minderheit gehandelt habe.

## Ablauf
Am Morgen des 27. Februar 2002 hielt der Sabarmati-Express auf der Rückfahrt von Ayodhya nach Ahmedabad in der Nähe des Bahnhofs Godhra. Bei den Passagieren handelte es sich um Hindu-Pilger, die aus Ayodhya zurückkehrten. Es kam zu einem Streit zwischen den Zugpassagieren und den Verkäufern auf dem Bahnsteig. Der Streit wurde gewalttätig und unter ungeklärten Umständen fingen vier Waggons des Zuges Feuer, in denen viele Menschen eingeschlossen waren. In dem daraus resultierenden Feuer verbrannten 59 Menschen (neun Männer, 25 Frauen und 25 Kinder), die dem Feuer im Zug nicht mehr entkommen konnten.
Nach dem Brand rief die Vishva Hindu Parishad (VHP) zu einem landesweiten Streik (bandh) auf. Obwohl der Oberste Gerichtshof derartige Streiks für verfassungswidrig und illegal erklärt hatte und obwohl auf derartige Streiks in der Regel Gewalt folgt, wurden von staatlicher Seite keine Maßnahmen ergriffen, um den Streik zu verhindern. Die Regierung unternahm keinen Versuch, den anfänglichen Ausbruch von Gewalt im ganzen Bundesstaat zu verhindern. Unabhängigen Berichten zufolge hatte der Vorsitzende der regierenden Bharatiya Janata Party (BJP) des Bundesstaates, Rana Rajendrasinh, den Streik unterstützt, und Modi und Rajendrasinh bedienten sich aufrührerischer Worte, die die Situation noch verschlimmerten. Modi bezeichnete den Zugunfall in der Öffentlichkeit als Terrorattacke. Lokale Zeitungen und Mitglieder der Regierung des Bundesstaates nutzten die Erklärung, um zu Gewalt gegen die muslimische Gemeinschaft aufzustacheln, indem sie ohne Beweise behaupteten, dass der Anschlag auf den Zug vom pakistanischen Geheimdienst verübt worden sei und dass sich die örtlichen Muslime mit diesem verschworen hätten, um Hindus im Bundesstaat anzugreifen. In lokalen Zeitungen wurden auch falsche Geschichten gedruckt, in denen behauptet wurde, Muslime hätten Hindu-Frauen entführt und vergewaltigt.
Zahlreiche Berichte beschreiben die Angriffe auf die muslimische Gemeinschaft, die am 28. Februar (dem Tag nach dem Zugbrand) begannen, als hochgradig koordiniert mit Mobiltelefonen und von der Regierung herausgegebenen Ausdrucken, auf denen die Häuser und Geschäfte von Muslimen aufgelistet waren. Die Angreifer kamen in Lastwagen in muslimischen Gemeinden in der ganzen Region an, trugen safranfarbene Gewänder und hatten eine Vielzahl von Waffen dabei. In vielen Fällen beschädigten oder verbrannten die Angreifer Gebäude, die sich in muslimischem Besitz befanden oder von Muslimen bewohnt wurden, während sie benachbarte Hindu-Gebäude unangetastet ließen. Obwohl viele Opfer die Polizei anriefen, wurde ihnen von der Polizei gesagt, dass „wir keine Befehle haben, Sie zu retten“. In einigen Fällen schoss die Polizei auf Muslime, die versuchten, sich zu verteidigen. Die Randalierer nutzten Mobiltelefone, um ihre Angriffe zu koordinieren. Bis zum Ende des Tages wurde in 27 Städten des Bundesstaates eine Ausgangssperre verhängt. Ein Regierungsminister erklärte, dass die Lage in Vadodara und Ahmedabad zwar angespannt sei, man die Situation aber unter Kontrolle habe und die eingesetzte Polizei ausreiche, um jegliche Gewalt zu verhindern. In Vadodara verhängte die Verwaltung eine Ausgangssperre in sieben Gebieten der Stadt. Der Einsatz des Militärs wurde von der Landesregierung jedoch bis zum 1. März zurückgehalten, als die schwersten Gewalttätigkeiten bereits beendet waren.
Schätzungen zufolge wurden während der Gewalt 230 Moscheen und 274 Dargahs zerstört. Zum ersten Mal in der Geschichte der kommunalen Unruhen in Indien beteiligten sich Hindu-Frauen an den Ausschreitungen und plünderten muslimische Geschäfte. Laut Berichten waren auch viele der Täter Minderjährige, welche zuvor von radikalen Hindutva-Gruppen indoktriniert worden waren. Schätzungen zufolge wurden bis zu 150.000 Menschen während der Gewalt vertrieben.

## Gewalt gegen Muslime
Die Mehrheit der bei den Ausschreitungen getöteten Personen waren Muslime. Organisationen wie Human Rights Watch kritisierten die indische Regierung und die Verwaltung des Bundesstaates Gujarat dafür, dass sie sich nicht um die daraus resultierende humanitäre Lage der Opfer kümmerten, die während der Gewalt aus ihren Häusern in Hilfslager geflohen waren und von denen die „überwältigende Mehrheit Muslime“ waren. Es wurden zahlreiche Morde an Kindern und Jugendlichen verübt und es wurde von gezielter sexueller Gewalt gegen Frauen berichtet. Es wird geschätzt, dass mindestens 250 Mädchen und Frauen von Gruppen von Männern vergewaltigt und dann verbrannt wurden. Kinder wurden mit Benzin übergossen und dann angezündet, schwangere Frauen wurden aufgeschnitten und dann wurden ihnen der Körper ihrer ungeborenen Kinder gezeigt. In dem Massengrab von Naroda Patiya mit sechsundneunzig Leichen waren sechsundvierzig Frauen. Die Unruhestifter überfluteten auch Häuser und töten ganze Familien mit Stromschlägen. Zu den Gewalttaten gegen Frauen gehörte auch, dass sie entkleidet, mit Gegenständen vergewaltigt und dann getötet wurden. Renu Khanna beschreibt die sexuelle Gewalt gegen muslimische Frauen und Mädchen und schreibt, dass die Überlebenden berichteten, dass sie „aus erzwungener Nacktheit, Massenvergewaltigungen, Gruppenvergewaltigungen, Verstümmelungen, dem Einführen von Gegenständen in den Körper, dem Aufschneiden der Brüste, dem Aufschlitzen des Magens und der Fortpflanzungsorgane und dem Einritzen religiöser hinduistischer Symbole in die Körperteile der Frauen“ bestand. Kalpana Kannabiran zufolge waren die Vergewaltigungen Teil einer gut organisierten, vorsätzlichen und im Voraus geplanten Strategie, so dass die Gewalt als politisches Pogrom und Völkermord einzustufen ist. Zu den weiteren Gewalttaten gegen Frauen gehörten Säureangriffe, Schläge und die Tötung von schwangeren Frauen. Viele Kinder wurden vor den Augen ihrer Eltern getötet, bevor auch diese getötet wurden. Säuglinge wurden in Feuer geworfen und die verbrannten und verstümmelten Überreste von Kindern wurden in Massengräbern gefunden.
Der muslimische Parlamentsabgeordnete Ehsan Jafri wurde bei den Unruhen von einem Mob getötet. Laut Berichten wurde Jafri, als er die Menge anflehte, die Frauen zu verschonen, auf die Straße gezerrt und gezwungen, sich nackt auszuziehen. Anschließend wurde er enthauptet und in ein Feuer geworfen, woraufhin die Randalierer zurückkehrten und auch Jafris Familie, darunter zwei kleine Jungen, verbrannten.

## Gewalt gegen Hindus
Die Times of India berichtete, dass mehr als zehntausend Hindus während der Gewalt vertrieben wurden. Nach Polizeiangaben wurden 157 Unruhen nach dem Godhra-Zwischenfall von Muslimen angezettelt. In Mahajan No Vando, einem Hindu-Wohngebiet in Jamalpur, berichteten Bewohner, dass muslimische Angreifer am 1. März etwa fünfundzwanzig Hindus verletzt und fünf Häuser zerstört hätten. Das Gemeindeoberhaupt berichtete, dass die Polizei zwar schnell reagierte, was aber wirkungslos blieb, da während des Angriffs nur wenige von ihnen anwesend waren, um zu helfen. Die Kolonie wurde später, am 6. März, von Modi besucht, der den Bewohnern versprach, dass man sich um sie kümmern werde. Am 17. März wurde berichtet, dass Muslime Dalits in der Gegend von Danilimda in Ahmedabad angegriffen haben. In Himatnagar wurde Berichten zufolge ein Mann tot aufgefunden, dem beide Augen ausgestochen worden waren. Berichten zufolge wurden in Ahmedabad Hindus von Mobs angegriffen.
India Today berichtete am 20. Mai 2002, dass es in Ahmedabad zu sporadischen Angriffen auf Hindus kam. Am 5. Mai griffen muslimische Randalierer die Ortschaft Bhilwas im Bezirk Shah Alam an. Hindu-Ärzte wurden aufgefordert, nicht mehr in muslimischen Gebieten zu praktizieren, nachdem ein Hindu-Arzt niedergestochen worden war. Das Magazin Frontline berichtete, dass in Ahmedabad von den 249 Leichen, die bis zum 5. März geborgen wurden, dreißig Hindus waren. Von den getöteten Hindus waren dreizehn durch Polizeieinsätze ums Leben gekommen, und mehrere andere waren bei Angriffen auf muslimisches Eigentum ums Leben gekommen. Trotz der relativ wenigen Angriffe muslimischer Mobs auf Hindu-Viertel starben vierundzwanzig Muslime bei Schießereien mit der Polizei, wie berichtet wurde.

## Folgen und Aufarbeitung
Nach den Unruhen machten mehrere Politiker die muslimische Minderheit für die Gewalt verantwortlich und leugneten eine Beteiligung des Staates an den Massakern. Als Reaktion auf den Vorwurf einer staatlichen Beteiligung erklärte der Sprecher der Regierung von Gujarat, Bharat Pandya, gegenüber der BBC, dass es sich bei den Ausschreitungen um eine spontane Gegenreaktion der Hindus gehandelt habe, die durch die weit verbreitete Wut auf die Muslime angeheizt wurde. Er sagte: „Die Hindus sind frustriert über die Rolle der Muslime bei der anhaltenden Gewalt im indisch verwalteten Kaschmir und in anderen Teilen Indiens“. Nach den Gewalttaten sagte Bal Thackeray, der damalige Führer der hindu-nationalistischen Gruppe Shiv Sena: „Muslime sind ein Krebsgeschwür in diesem Land. Krebs ist eine unheilbare Krankheit. Seine einzige Heilung ist eine Operation. O Hindus, nehmt die Waffen in die Hand und entfernt dieses Krebsgeschwür.“
Die Strafverfolgung der Gewalttäter wurde dadurch behindert, dass Zeugen bestochen oder eingeschüchtert wurden und die Namen der Täter aus den Anklageschriften gestrichen wurden. Auch lokale Richter waren voreingenommen. Die meisten Täter blieben deshalb straffrei. Im April 2013 waren 249 Verurteilungen von 184 Hindus und 65 Muslimen erfolgt. Einunddreißig der muslimischen Verurteilungen erfolgten wegen des auslösenden Vorfalls in Godhra.
Im Jahr 2012 wurde Modi von einem vom Obersten Gerichtshof Indiens eingesetzten Sonderermittlungsteam (SIT) von seiner Mitschuld an den Unruhen freigesprochen. Das SIT wies auch Behauptungen zurück, dass die Regierung des Bundesstaates nicht genug getan habe, um die Unruhen zu verhindern. Dieses Urteil löste Empörung innerhalb der muslimischen Gemeinschaft aus.
Modis Unvermögen, die antimuslimische Gewalt zu stoppen, führte zu einem faktischen Einreiseverbot durch das Vereinigte Königreich, die Vereinigten Staaten und mehrere europäische Länder sowie zum Boykott seiner Landesregierung durch alle außer den untersten Beamten. 2005 wurde Modi ein US-Visum verweigert, da er für eine schwere Verletzung der Religionsfreiheit verantwortlich gemacht wurde.
Als Modi in Indien immer bekannter wurde, hoben das Vereinigte Königreich und die EU im Oktober 2012 bzw. im März 2013 ihre Einreiseverbote auf, und nach seiner Wahl zum Premierminister Indiens wurde er nach Washington in die USA eingeladen.